# Nesjestranda
Nesjestranda är en tätort i Molde kommun i Møre og Romsdal fylke i västra Norge. Orten ligger vid Veøyfjorden, där fylkesväg 6238 ansluter mot fylkesväg 64.